# Nicolae Roșu
Nicolae Roșu (* 1. September 1943 in Bukarest) ist ein deutsch-rumänischer Bildhauer. Seine Arbeiten befinden sich in mehreren Ländern an Plätzen im öffentlichen Raum, in Museen und Privatkollektionen.
Roșu studierte von 1962 bis 1968 an der Kunstakademie Nicolae Grigorescu in Bukarest bei Rudolf Bedy Bildhauerei. Im Anschluss arbeitete er zwei Jahre lang als Lehrer an einem Gymnasium in Giurgiu. 1973 verließ er Rumänien und ließ sich in Straubing nieder. In den folgenden Jahren war er an Gymnasien in Passau, Zwiesel, Tirschenreuth, Metten und Neutraubling als Kunstlehrer tätig. Im Jahr 1981 nahm er die deutsche Staatsangehörigkeit an.

## Auszeichnungen
- 1957: Dritter Preis bei der Amateur-Künstler-Ausstellung, Bukarest
- 1969–1971: Friedrich-Storck-Stipendium, Bukarest
- 1970: Preis für Bildhauerei der Vereinigung bildender Künstler „Gruppe Magura“, Rumänien